# 国東市

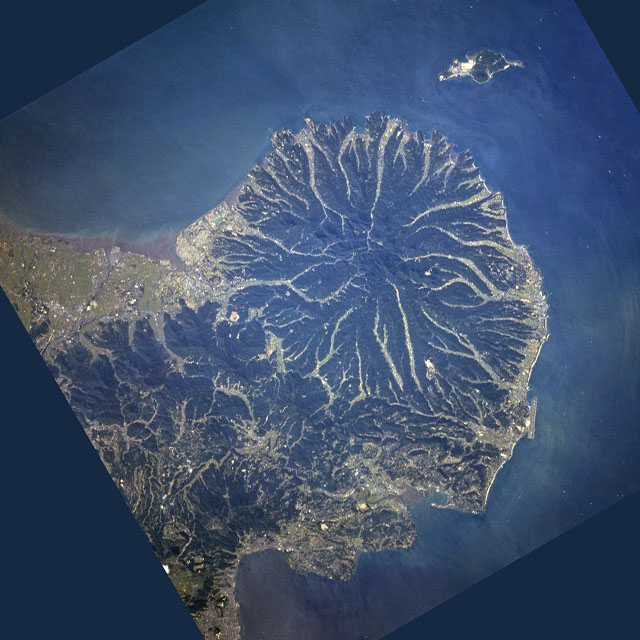
国東半島と姫島。画像右側が国東市域である。 1994年にアメリカ航空宇宙局が撮影

国東市（くにさきし）は、大分県の北東部の国東半島東部に位置する市である。六郷満山文化の影響により寺社や石仏、石塔、仏跡が数多く残り、従前、観光案内等で「仏の里」の呼称がある。平成末期より「鬼が仏になった里」の文言も聞かれる。大分県の主要空港である大分空港を有する。

## 地理

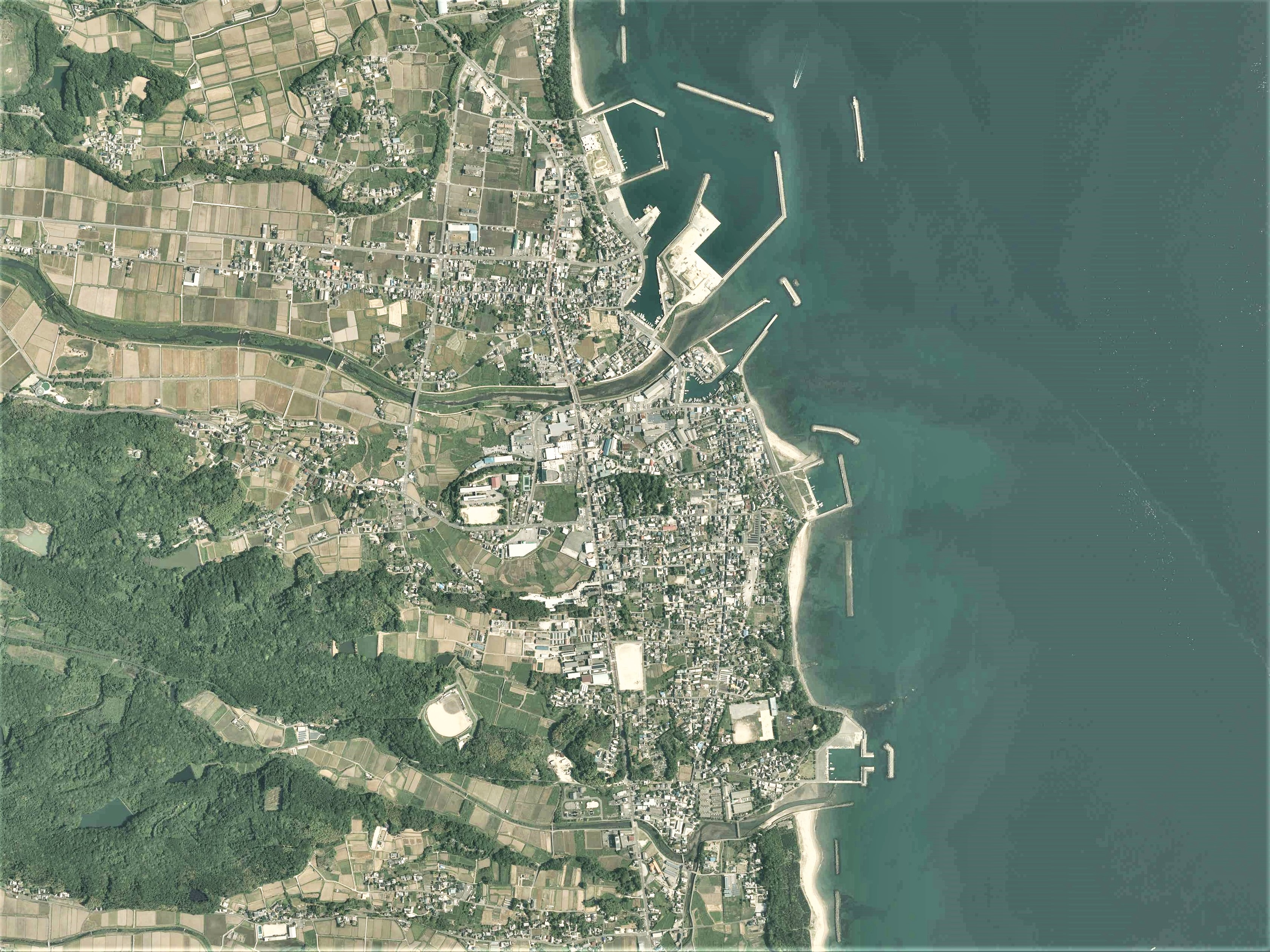
国東市（旧国東町）中心部周辺の空中写真。2015年5月26日撮影。。

大分県の北東部、国東半島のほぼ東半分（南東部は除く）を市域としており、市域北部から東部にかけて伊予灘に面する。海寄りの地域に集落が点在しており、市中心部は市域中東部の海寄りの位置となる。市域西部は国東半島の中央部にあたり、山地となっている。市中心部は県庁所在地の大分市から陸路で約60km（直線距離で約40km）の場所に位置している。
- 山：両子山、文珠山、小門山、大嶽山、鷲ノ巣岳、不動山

### 気候
| 国見（1991年 - 2020年）の気候      | 国見（1991年 - 2020年）の気候 | 国見（1991年 - 2020年）の気候 | 国見（1991年 - 2020年）の気候 | 国見（1991年 - 2020年）の気候 | 国見（1991年 - 2020年）の気候 | 国見（1991年 - 2020年）の気候 | 国見（1991年 - 2020年）の気候 | 国見（1991年 - 2020年）の気候 | 国見（1991年 - 2020年）の気候 | 国見（1991年 - 2020年）の気候 | 国見（1991年 - 2020年）の気候 | 国見（1991年 - 2020年）の気候 | 国見（1991年 - 2020年）の気候 |
| 月                                 | 1月                           | 2月                           | 3月                           | 4月                           | 5月                           | 6月                           | 7月                           | 8月                           | 9月                           | 10月                          | 11月                          | 12月                          | 年                            |
| ---------------------------------- | ----------------------------- | ----------------------------- | ----------------------------- | ----------------------------- | ----------------------------- | ----------------------------- | ----------------------------- | ----------------------------- | ----------------------------- | ----------------------------- | ----------------------------- | ----------------------------- | ----------------------------- |
| 最高気温記録 °C （°F）             | 20.1 (68.2)                   | 24.1 (75.4)                   | 27.2 (81)                     | 29.9 (85.8)                   | 31.9 (89.4)                   | 35.2 (95.4)                   | 36.8 (98.2)                   | 37.3 (99.1)                   | 35.5 (95.9)                   | 31.6 (88.9)                   | 27.4 (81.3)                   | 27.0 (80.6)                   | 37.3 (99.1)                   |
| 平均最高気温 °C （°F）             | 9.9 (49.8)                    | 10.7 (51.3)                   | 14.1 (57.4)                   | 19.3 (66.7)                   | 23.9 (75)                     | 26.6 (79.9)                   | 30.7 (87.3)                   | 32.0 (89.6)                   | 28.3 (82.9)                   | 23.3 (73.9)                   | 17.8 (64)                     | 12.3 (54.1)                   | 20.7 (69.3)                   |
| 日平均気温 °C （°F）               | 6.1 (43)                      | 6.6 (43.9)                    | 9.4 (48.9)                    | 14.1 (57.4)                   | 18.6 (65.5)                   | 22.2 (72)                     | 26.3 (79.3)                   | 27.3 (81.1)                   | 23.8 (74.8)                   | 18.7 (65.7)                   | 13.5 (56.3)                   | 8.4 (47.1)                    | 16.2 (61.2)                   |
| 平均最低気温 °C （°F）             | 2.4 (36.3)                    | 2.4 (36.3)                    | 4.8 (40.6)                    | 9.0 (48.2)                    | 13.8 (56.8)                   | 18.6 (65.5)                   | 22.9 (73.2)                   | 23.8 (74.8)                   | 20.2 (68.4)                   | 14.6 (58.3)                   | 9.4 (48.9)                    | 4.6 (40.3)                    | 12.2 (54)                     |
| 最低気温記録 °C （°F）             | −4.4 (24.1)                   | −6.0 (21.2)                   | −4.2 (24.4)                   | 0.4 (32.7)                    | 5.3 (41.5)                    | 9.7 (49.5)                    | 15.6 (60.1)                   | 16.4 (61.5)                   | 9.3 (48.7)                    | 4.6 (40.3)                    | 1.4 (34.5)                    | −3.0 (26.6)                   | −6.0 (21.2)                   |
| 降水量 mm （inch）                 | 60.7 (2.39)                   | 70.2 (2.764)                  | 106.5 (4.193)                 | 123.2 (4.85)                  | 134.3 (5.287)                 | 274.6 (10.811)                | 271.7 (10.697)                | 154.1 (6.067)                 | 197.4 (7.772)                 | 113.5 (4.469)                 | 71.9 (2.831)                  | 63.5 (2.5)                    | 1,641.6 (64.63)               |
| 平均降水日数 （≥1.0 mm）           | 8.3                           | 8.7                           | 10.1                          | 9.5                           | 9.1                           | 13.0                          | 11.0                          | 8.7                           | 9.9                           | 6.7                           | 7.6                           | 8.7                           | 111.2                         |
| 平均月間日照時間                   | 132.7                         | 150.3                         | 186.8                         | 201.5                         | 210.8                         | 155.0                         | 195.9                         | 230.0                         | 175.1                         | 181.2                         | 147.4                         | 129.6                         | 2,096.3                       |
| 出典1：Japan Meteorological Agency |                               |                               |                               |                               |                               |                               |                               |                               |                               |                               |                               |                               |                               |
| 出典2：気象庁                      |                               |                               |                               |                               |                               |                               |                               |                               |                               |                               |                               |                               |                               |

| 武蔵（2003年 - 2020年）の気候      | 武蔵（2003年 - 2020年）の気候 | 武蔵（2003年 - 2020年）の気候 | 武蔵（2003年 - 2020年）の気候 | 武蔵（2003年 - 2020年）の気候 | 武蔵（2003年 - 2020年）の気候 | 武蔵（2003年 - 2020年）の気候 | 武蔵（2003年 - 2020年）の気候 | 武蔵（2003年 - 2020年）の気候 | 武蔵（2003年 - 2020年）の気候 | 武蔵（2003年 - 2020年）の気候 | 武蔵（2003年 - 2020年）の気候 | 武蔵（2003年 - 2020年）の気候 | 武蔵（2003年 - 2020年）の気候 |
| 月                                 | 1月                           | 2月                           | 3月                           | 4月                           | 5月                           | 6月                           | 7月                           | 8月                           | 9月                           | 10月                          | 11月                          | 12月                          | 年                            |
| ---------------------------------- | ----------------------------- | ----------------------------- | ----------------------------- | ----------------------------- | ----------------------------- | ----------------------------- | ----------------------------- | ----------------------------- | ----------------------------- | ----------------------------- | ----------------------------- | ----------------------------- | ----------------------------- |
| 最高気温記録 °C （°F）             | 18.4 (65.1)                   | 23.7 (74.7)                   | 27.9 (82.2)                   | 27.0 (80.6)                   | 29.9 (85.8)                   | 34.7 (94.5)                   | 36.3 (97.3)                   | 36.3 (97.3)                   | 33.2 (91.8)                   | 32.2 (90)                     | 26.3 (79.3)                   | 24.2 (75.6)                   | 36.3 (97.3)                   |
| 平均最高気温 °C （°F）             | 9.9 (49.8)                    | 10.9 (51.6)                   | 13.6 (56.5)                   | 18.0 (64.4)                   | 21.8 (71.2)                   | 24.2 (75.6)                   | 28.0 (82.4)                   | 29.6 (85.3)                   | 27.1 (80.8)                   | 23.0 (73.4)                   | 17.9 (64.2)                   | 12.3 (54.1)                   | 19.7 (67.5)                   |
| 日平均気温 °C （°F）               | 6.1 (43)                      | 7.0 (44.6)                    | 9.5 (49.1)                    | 13.8 (56.8)                   | 18.1 (64.6)                   | 21.4 (70.5)                   | 25.1 (77.2)                   | 26.7 (80.1)                   | 24.2 (75.6)                   | 19.5 (67.1)                   | 14.2 (57.6)                   | 8.5 (47.3)                    | 16.2 (61.2)                   |
| 平均最低気温 °C （°F）             | 1.9 (35.4)                    | 2.6 (36.7)                    | 5.0 (41)                      | 9.3 (48.7)                    | 14.2 (57.6)                   | 18.8 (65.8)                   | 22.8 (73)                     | 24.2 (75.6)                   | 21.3 (70.3)                   | 15.8 (60.4)                   | 10.1 (50.2)                   | 4.3 (39.7)                    | 12.5 (54.5)                   |
| 最低気温記録 °C （°F）             | −7.9 (17.8)                   | −5.6 (21.9)                   | −3.4 (25.9)                   | 0.5 (32.9)                    | 5.5 (41.9)                    | 11.8 (53.2)                   | 17.4 (63.3)                   | 18.0 (64.4)                   | 13.6 (56.5)                   | 8.0 (46.4)                    | 1.1 (34)                      | −4.0 (24.8)                   | −7.9 (17.8)                   |
| 降水量 mm （inch）                 | 41.8 (1.646)                  | 65.8 (2.591)                  | 87.9 (3.461)                  | 122.8 (4.835)                 | 133.3 (5.248)                 | 269.2 (10.598)                | 246.5 (9.705)                 | 130.0 (5.118)                 | 193.7 (7.626)                 | 123.3 (4.854)                 | 63.5 (2.5)                    | 57.9 (2.28)                   | 1,535.7 (60.461)              |
| 平均降水日数 （≥1.0 mm）           | 5.9                           | 7.9                           | 8.5                           | 9.0                           | 8.2                           | 12.4                          | 10.5                          | 7.6                           | 9.3                           | 6.3                           | 6.4                           | 7.0                           | 99.1                          |
| 出典1：Japan Meteorological Agency |                               |                               |                               |                               |                               |                               |                               |                               |                               |                               |                               |                               |                               |
| 出典2：気象庁                      |                               |                               |                               |                               |                               |                               |                               |                               |                               |                               |                               |                               |                               |

### 隣接市町村
- 豊後高田市
- 杵築市
- 姫島村（航路により）

### 地名
大字の前に合併前の町名を冠する。
国見町
- 赤根（旧伊美町）
- 伊美（旧伊美町）
- 櫛来（旧伊美町）
- 千灯（旧伊美町）
- 中（旧伊美町）
- 野田（旧伊美町）
- 大熊毛（旧熊毛村）
- 岐部（旧熊毛村）
- 小熊毛（旧熊毛村）
- 向田（旧熊毛村）
- 鬼篭（旧竹田津町）
- 櫛海（旧竹田津町）
- 西方寺（旧竹田津町）
- 竹田津（旧竹田津町）

国東町
- 安国寺（旧国東町）
- 小原（旧国東町）
- 川原（旧国東町）
- 北江（旧国東町）
- 田深（旧国東町）
- 鶴川（旧国東町）
- 見地（旧上国崎村）
- 下成仏（旧上国崎村）
- 成仏（旧上国崎村）
- 中田（旧上国崎村）
- 大恩寺（旧富来町）
- 富来（旧富来町）
- 富来浦（旧富来町）
- 浜崎（旧富来町）
- 東堅来（旧富来町）
- 深江（旧富来町）
- 赤松（旧豊崎村）
- 岩屋（旧豊崎村）
- 原（旧豊崎村）
- 横手（旧豊崎村）
- 岩戸寺（旧来浦村）
- 来浦（旧来浦村）
- 浜（旧来浦村）
- 重藤（旧旭日村）
- 治郎丸（旧旭日村）
- 綱井（旧旭日村）

武蔵町
- 池ノ内（旧旭日村）
- 糸原（旧武蔵町）
- 内田（旧武蔵町）
- 小城（旧武蔵町）
- 志和利（旧武蔵町）
- 成吉（旧武蔵町）
- 古市（旧武蔵町）
- 三井寺（旧武蔵町）
- 麻田（旧中武蔵村）
- 手野（旧中武蔵村）
- 狭間（旧中武蔵村）
- 丸小野（旧中武蔵村）
- 吉広（旧中武蔵村）
- 向陽台（1998年に誕生した住所名で小城地域より独立した）

安岐町
- 塩屋（旧安岐町、荒巻のみ旧奈狩江村）
- 下原（旧安岐町）
- 馬場（旧安岐町）
- 掛樋（旧西安岐町）
- 瀬戸田（旧西安岐町）
- 中園（旧西安岐町）
- 成久（旧西安岐町）
- 山浦（旧西安岐町）
- 油留木（旧西安岐町）
- 吉松（旧西安岐町）
- 朝来（旧朝来村）
- 明治（旧朝来村）
- 矢川（旧朝来村）
- 糸永（旧西武蔵村）
- 富清（旧西武蔵村）
- 両子（旧西武蔵村）
- 大添（旧南安岐村）
- 下山口（旧南安岐村）
- 西本（旧南安岐村）
- 山口（南安岐村）
- 向陽台（1998年に馬場より独立した）

## 歴史

### 近現代
- 1889年（明治22年）4月1日 町村制実施により、現在の市域にあたる以下の村が発足。
  - 東国東郡国崎村・小原村・上国崎村・豊崎村・富来村・来浦村・伊美村・上伊美村・熊毛村・竹田津村・武蔵村・中武蔵村・西武蔵村・安岐村・西安岐村・南安岐村・朝来村・旭日村・奈狩江村
- 1894年（明治27年）11月8日 【町制施行】国崎村→国東町
- 1897年（明治30年）3月9日
  - 【町制施行】富来村→富来町
  - 【町制施行】安岐村→安岐町
- 1898年（明治31年）5月3日 【町制施行】武蔵村→武蔵町
- 1901年（明治34年）4月1日 【新設合併】国東町・小原村→国東町
- 1913年（大正2年）1月1日 【町制施行】竹田津村→竹田津町
- 1921年（大正10年）4月1日 【町制施行】来浦村→来浦町
- 1923年（大正12年）4月1日 【町制施行】西安岐村→西安岐町
- 1940年（昭和15年）12月23日 【編入】上伊美村→伊美村
- 1951年（昭和26年）1月1日 【町制施行】伊美村→伊美町
- 1954年（昭和29年）3月31日
  - 【新設合併】国東町・上国崎村・豊崎村・富来町・来浦町→国東町、同時に旭日村の一部を編入。
  - 【新設合併】武蔵町・中武蔵村→武蔵町（新町制）
  - 【新設合併】安岐町・西武蔵村・朝来村・西安岐町・南安岐村→安岐町
  - 【分割・編入合併】旭日村→国東町（大字重藤・治郎丸・綱井）および武蔵町（大字池ノ内）
- 1955年（昭和30年）4月1日 
  - 【新設合併】伊美町・熊毛村→国見町
  - 【編入】奈狩江村大字横城のうち荒巻地区→安岐町へ（大字塩屋に編入）
    - 奈狩江村は杵築町・北杵築村・八坂村と合併し杵築市となったが、大字横城のうち荒巻集落は断固反対し、安岐町へと分離編入するに至った。その経緯として、荒巻は横城の他集落とは山を隔てて安岐町西本に隣接し、従来地域の行事など全て西本と共同で行っていたほか、同集落の児童生徒は通常大字横城の通学校である豊洋小学校・奈狩江中学校ではなく南安岐小学校・安岐中学校に通学しているなど、実質的に安岐町西本と同一の生活圏であったことがあげられる。合併に際しては、大字西本ではなく塩屋の一部となった。
- 1960年（昭和35年）3月31日 【新設合併】国見町・竹田津町→国見町
- 2006年（平成18年）3月31日 【新設合併・市制施行】東国東郡国見町・国東町・武蔵町・安岐町→国東市

## 行政

### 歴代市長
| 代   | 氏名     | 就任年月日    | 退任年月日    | 備考                                        |
| ---- | -------- | ------------- | ------------- | ------------------------------------------- |
| 初代 | 照山俊一 | 2006年4月24日 | 2007年1月25日 | 2007年1月21日に収賄容疑で逮捕されたのち辞職 |
| 2代  | 野田侃生 | 2007年3月4日  | 2011年3月3日  |                                             |
| 3代  | 三河明史 | 2011年3月4日  | 2023年3月3日  |                                             |
| 4代  | 松井督治 | 2023年3月4日  | 現職          |                                             |

### 県の行政機関
- 東部振興局
- 東部保健所国東保健部
- 国東土木事務所
- 国東警察署

## 産業
- 基幹産業は果樹・野菜栽培などの農業である。また漁業ではタチウオやクルマエビなどが特産である。
- 大分キヤノン（本社・安岐事業所）（安岐町下原）
- ソニーセミコンダクタマニュファクチャリング 大分テクノロジーセンター国東サテライト（国東町小原）

## 地域
国見地区、国東地区、武蔵地区、安岐地区

### 人口
| |                                        |  |
| 国東市と全国の年齢別人口分布（2005年） | 国東市の年齢・男女別人口分布（2005年） |  |
| ■紫色 ― 国東市 ■緑色 ― 日本全国 | ■青色 ― 男性 ■赤色 ― 女性              |  |
| 国東市（に相当する地域）の人口の推移 \| 1970年（昭和45年） \| 46,521人 \| \| \| 1975年（昭和50年） \| 42,579人 \| \| \| 1980年（昭和55年） \| 40,504人 \| \| \| 1985年（昭和60年） \| 39,784人 \| \| \| 1990年（平成2年） \| 37,771人 \| \| \| 1995年（平成7年） \| 36,253人 \| \| \| 2000年（平成12年） \| 35,425人 \| \| \| 2005年（平成17年） \| 34,206人 \| \| \| 2010年（平成22年） \| 32,002人 \| \| \| 2015年（平成27年） \| 28,647人 \| \| \| 2020年（令和2年） \| 26,232人 \| \| |                                        |  |
| 総務省統計局 国勢調査より |                                        |  |
| 1970年（昭和45年） | 46,521人                               |  |
| 1975年（昭和50年） | 42,579人                               |  |
| 1980年（昭和55年） | 40,504人                               |  |
| 1985年（昭和60年） | 39,784人                               |  |
| 1990年（平成2年） | 37,771人                               |  |
| 1995年（平成7年） | 36,253人                               |  |
| 2000年（平成12年） | 35,425人                               |  |
| 2005年（平成17年） | 34,206人                               |  |
| 2010年（平成22年） | 32,002人                               |  |
| 2015年（平成27年） | 28,647人                               |  |
| 2020年（令和2年） | 26,232人                               |  |

### 教育

#### 高等学校
- 大分県立国東高等学校
- 大分県立国東高等学校双国校（2022年閉校）

#### 義務教育学校
市立
- 志成学園

#### 中学校
市立
- 国東中学校
- 国見中学校
- 安岐中学校

#### 小学校
市立
- 国東小学校
- 富来小学校
- 国見小学校
- 安岐小学校
- 安岐中央小学校

## 交通

### 鉄道
市内を鉄道路線は走っていない。最寄り鉄道駅はJR日豊本線の杵築駅・大神駅または宇佐駅で、それぞれ同市へ路線バス（後述）が運行されている。

### 空港

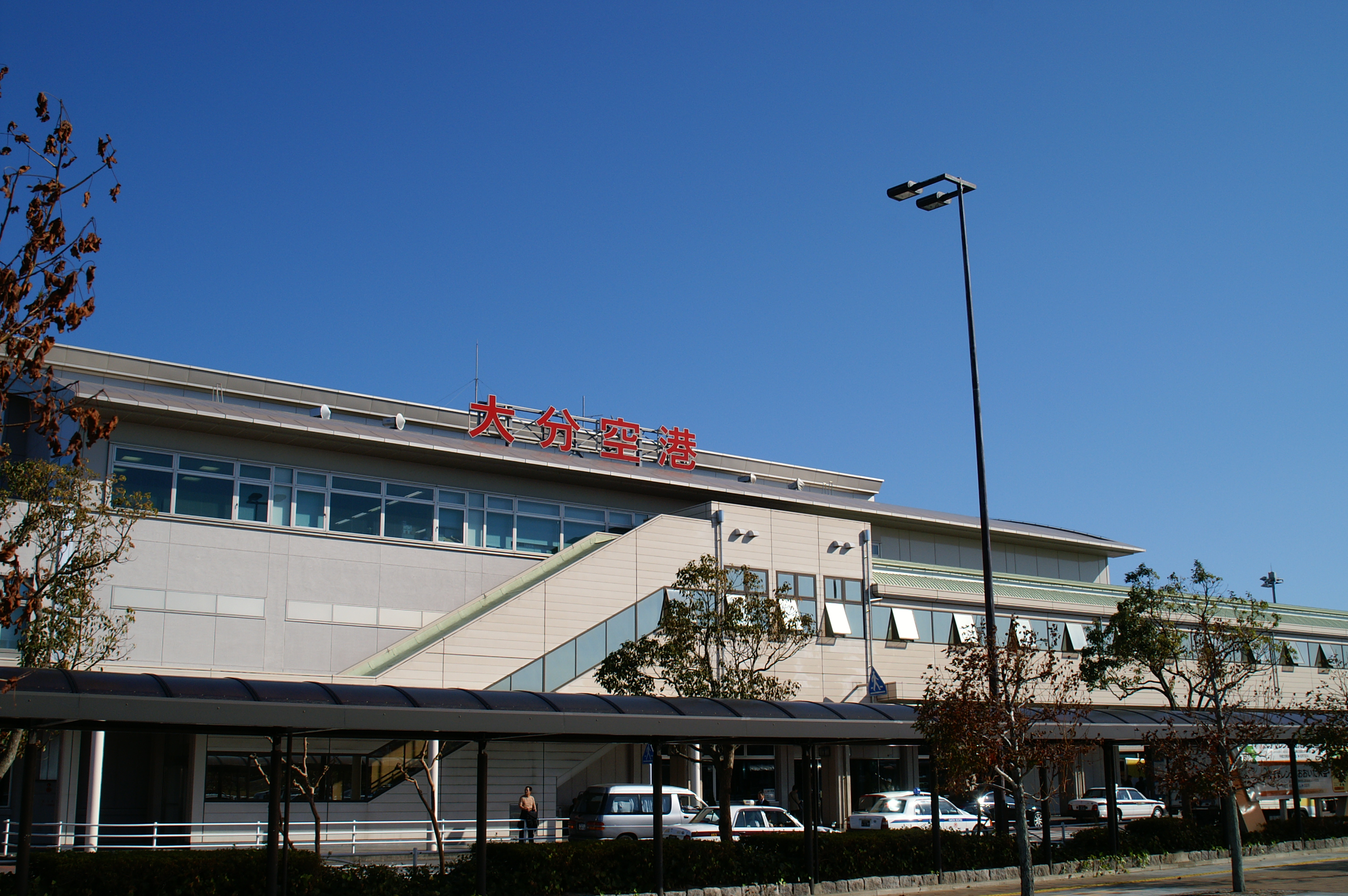
大分空港

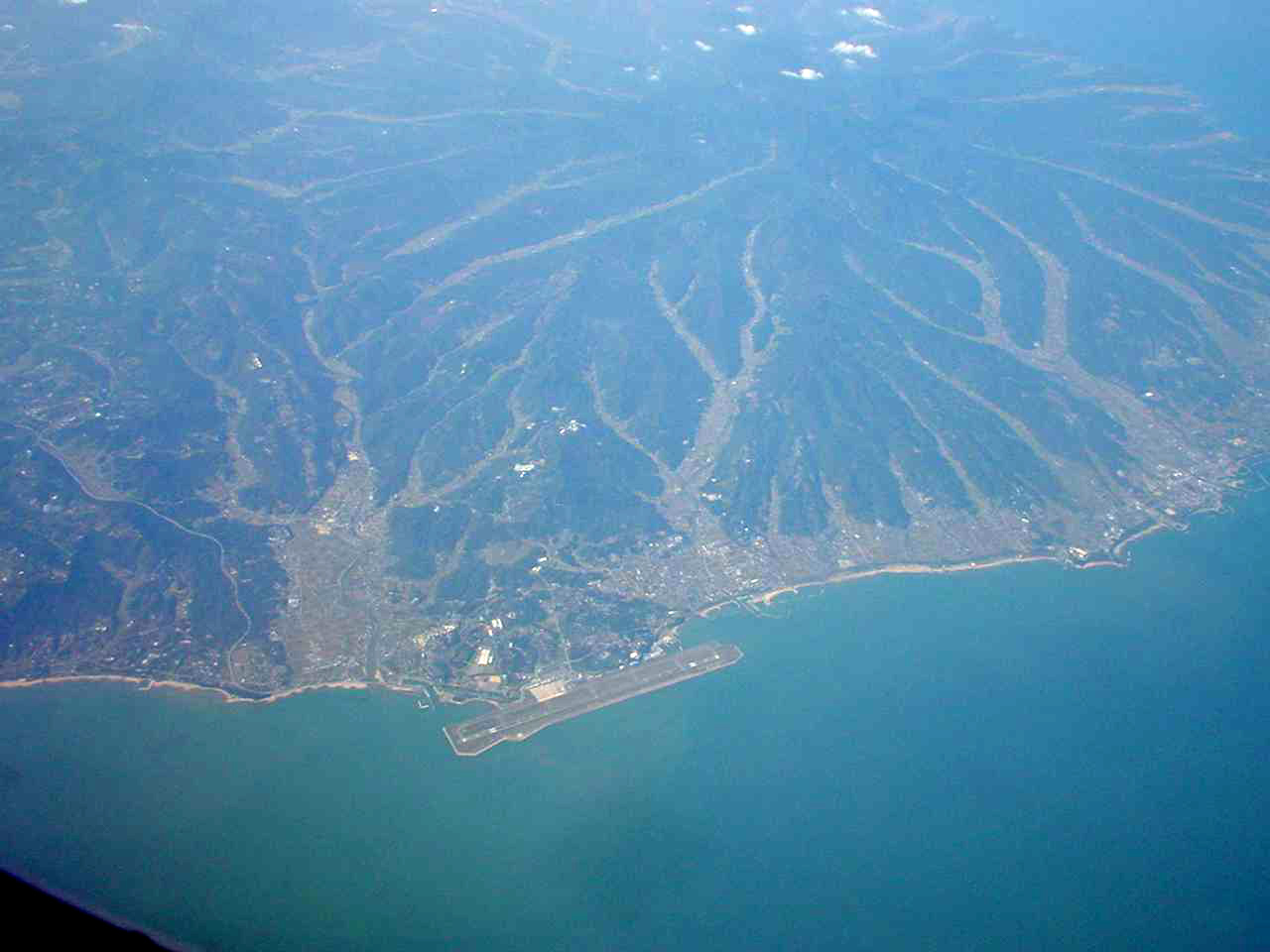
上空から見た大分空港

- 大分空港[3]

### バス路線
以下の路線がある。
JTB時刻表の路線図では国東バス停（大分交通国東営業区）を中心駅としている。

#### 路線バス
- 大分交通グループ（大分交通・国東観光バス・大交北部バス）
  - 杵築市 - 国東市
  - 宇佐市 - 豊後高田市 - 国東市
  - ノースライナー：中津市 - 宇佐市 - 豊後高田市 - 杵築市（大田） - 国東市（安岐） - 大分空港
  - 国東市内

以下は大分空港アクセス専用で大分空港以外の国東市内に停車しない路線
- エアライナー：大分市・別府市 - 大分空港
- 湯布院高速リムジンバス：由布市 - 大分空港
- 佐臼ライナー：佐伯市・臼杵市 - 大分空港

#### コミュニティバス
- 国東市コミュニティバス「おでかけ号」

### 道路

#### 地域高規格道路
- 大分空港道路
  - 安岐インターチェンジ

#### 一般国道
- 国道213号
  - 道の駅くにさき

#### 県道
主要地方道
- 大分県道29号豊後高田国東線
- 大分県道31号山香国見線
- 大分県道34号豊後高田安岐線
- 大分県道55号両子山武蔵線

### 航路
- 姫島村営
  - 国東港伊美地区（国東市国見町伊美）～姫島港（姫島村）
- スオーナダフェリー
  - 竹田津港（国東市国見町竹田津）～徳山港（山口県周南市）：フェリー
- 国東港国東地区（旅客航路はなし）
- 大分ホーバーフェリー（2009年10月31日まで。大分空港〜別府市・大分市。2023年以降、観光客の増加により再開[予定]）

## 名所・旧跡・観光スポット・祭事・催事

### 名所・旧跡
- 両子寺
- 文殊仙寺
- 岩戸寺 - 宝塔（国東塔）は重要文化財
- 安国寺
- 泉福寺 - 開山堂、仏殿は重要文化財
- 安国寺集落遺跡 - 国の史跡
- 鬼塚古墳 (国東市) - 国の史跡
- 岩倉社
- 国見温泉あかねの郷
- ペトロカスイ岐部記念公園
- 安岐城址
- 三浦梅園資料館
- 山渓偉人館（元外務大臣：重光葵の資料館。所在地：安岐町下山口）

### 祭事
- 修正鬼会（岩戸寺、成仏寺 - 重要無形民俗文化財）
- 吉弘楽（重要無形民俗文化財）
- ケベス祭：10月14日（選択無形民俗文化財）

### 催事
- 仏の里くにさき・とみくじマラソン大会

### スポーツ施設
- パシフィックブルーカントリークラブ

## 著名な出身者
- ペトロ・カスイ・岐部（江戸時代のカトリックの司祭、福者）
- 三浦梅園（江戸時代の思想家、哲学者）
- 元田肇（政治家、衆議院議長、逓信大臣、鉄道大臣）
- 岸和田羊一（裁判官、福岡家庭裁判所長、福岡高等裁判所部総括判事）
- 田原淳（病理学者、田原結節を発見）
- 吉武東里（建築家、国会議事堂の実質的設計者）
- 吉武泰水（建築学者、建築家）
- 弓長起浩　スポーツインストラクター（元阪神タイガース投手）
- 吉武真太郎（元プロ野球選手、福岡ソフトバンクホークスなど）
- 藤波辰爾（プロレスラー）
- 北沢幹之（プロレスラー、レフリー）
- 田辺節雄（漫画家）
- 吉田豊彦（プロ野球選手）
- 萱島大介（プロ野球選手）
- 奥永美香（マラソン選手）
- えとう窓口（芸人、お笑いコンビWエンジンの一人）
- 尾畠春夫  （ボランティア活動家）
- 清原正博（アナウンサー）